# هيرمان زومرز
هيرمان زومرز (بالإندونيسية: Hendrikus V. "Henk" Zomers) هو مهاجم كرة قدم إندونيسي سابق، شارك مع منتخب الهند الشرقية الهولندية في كأس العالم 1938.

## وصلات خارجية
هيرمان زومرز على موقع الاتحاد الدولي (مؤرشف)  (الإنجليزية)